# Избирателна колегия
Избирателна колегия е колективен орган, който се използва при някои непреки избирателни системи. Тази колегия се образува с единствена цел провеждане на избори на висши длъжностни лица. При съставянето на колегията в различните страни може да се прибегне и към непропорционално разпределяне на гласовете на избирателите между някои региони, например за да се повиши представителността на неголеми селски окръзи, на национални, религиозни и други малцинства. Това поощрява кандидатите за изборния пост да провеждат активна предизборна кампания не само в големите градове, но и да обръщат внимание и на по-отдалечени кътчета.

## Примери
През средновековието традиционно франкските и германските варварски и християнски крале са били избирани. Докато във френската монархия постепенно преминават към наследяване на престола, в Свещената Римска империя избирането на император е поверено на специални избиратели – курфюрсти.
В Жечпосполита кралят се е избирал от специален изборен сейм.
Най-популярен пример в съвременността е избирателната колегия в САЩ.